# Triantafyllos Lazaretos
Triantafyllos Lazaretos (in alfabeto greco: Τριαντάφυλλος Λαζαρέτος; Ceo, 1800 – Atene, 1884) è stato un politico e militare greco.

## Biografia
Nacque a Cefalonia nel 1798, oppure a Ceo nel 1800. Partecipò agli scontri della guerra d'indipendenza greca sin dal 1821; dopo il conflitto si arruolò nell'esercito regolare, venendo smobilitato nel 1865 e dedicandosi quindi alla politica.
Durante il primo, breve mandato di governo di Alexandros Koumoundouros, nel 1865, ricoprì la carica di ministro dell'esercito dal 6 ottobre al 1º novembre, e poi di ministro della marina dal 18 al 25 novembre; fu membro del Parlamento per Ceo fino al 1868, anno nel quale venne eletto presidente.